# Miconia berryi
Miconia berryi är en tvåhjärtbladig växtart som beskrevs av John Julius Wurdack. Miconia berryi ingår i släktet Miconia och familjen Melastomataceae. Inga underarter finns listade i Catalogue of Life.